# Conorbela antarctica
Conorbela antarctica é uma espécie de gastrópode do gênero Conorbela, pertencente a família Pseudomelatomidae.